# Старр, Нава
Нава Нехемьевна Старр (англ. Nava Starr, урождённая Гордон, после первого брака Штеренберг (англ. Shterenberg); род. 4 апреля 1949, Рига) — канадская шахматистка, международный мастер (1978) среди женщин.
Чемпионка Канады (1978, 1981, 1984, 1986, 1989, 1991, 1995, 2001). В составе сборной Канады участница 12-и Олимпиад (1976—1984, 1988, 1992—1996, 2002—2006). На 7-й Олимпиаде (1976) показала лучший результат на своей доске.

## Биография
Родилась в Риге, Латвийская ССР. С середины 1970-х годов  живет в Торонто в штате Онтарио, Канада. Замужем за Сашей Старром; у них дочь Регина и два внука, Мэтью и Наоми.

## Изменения рейтинга
| Графики недоступны из-за технических проблем. См. информацию на Фабрикаторе и на mediawiki.org. |